# Jersey Mike's Subs
A Sub Above, LLC., marknadsför sig som Jersey Mike's Subs, är en amerikansk multinationell snabbmatskedja som säljer främst smörgåsar. De hade för år 2021 totalt 2 100 restauranger och en total försäljning på omkring 2,2 miljarder amerikanska dollar i USA. De har också restauranger i Kanada och Mexiko.

## Historik
Restaurangkedjan grundades 1956 som Mike's Subs i Point Pleasant i New Jersey. Den nuvarande ägaren Peter Cancro började 1971 arbeta på originalrestaurangen. Fyra år senare, när Cancro var 17 år, var restaurangen uppe till försäljning och hans mor tyckte att han borde köpa den. Cancro tog kontakt med Rod Smith, som var bankir och Cancros ungdomstränare i amerikansk fotboll, och övertygade Smith om att få låna 125 000 dollar. År 1987 bytte restaurangen namn till det nuvarande, samtidigt som den började sälja franchiserätter och därmed började den expandera både i New Jersey och nationellt.